# 36街車站 (IND皇后大道線)
36街車站（英語：36th Street station）是紐約地鐵IND皇后林蔭路線的一個慢車地鐵站，位於皇后區36街及北方林蔭路交界，設有R線（任何時候停站（深夜除外））、E線（僅深夜停站）、M線（僅平日停站）列車服務。

## 車站結構
| G        | 街道層             | 出入口                                                                               |
| M        | 夾層               | 閘機、車站詢問處、MetroCard自動售票機                                                |
| P 月台層 | 側式月台，右側開門 | 側式月台，右側開門                                                                   |
| P 月台層 | 南行               | 平日往百老匯交匯（皇后廣場） · 往95街（皇后廣場） · 深夜時往世界貿易中心（皇后廣場） |
| P 月台層 | 南行快速           | 不停靠                                                                               |
| P 月台層 | 北行快速           | 不停靠                                                                               |
| P 月台層 | 北行               | （平日） 往森林小丘-71大道（斯坦威街） · 深夜時往牙買加中心（斯坦威街）              |
| P 月台層 | 側式月台，右側開門 |                                                                                      |

此地下車站有兩個側式月台和四條軌道。中央兩條快車軌道在日間有E線列車使用，另外任何時候都有F線列車使用。
此站是R線兩個稱為「36街車站」其中之一，另一個是位於布魯克林BMT第四大道線的36街車站。

## 外部連結
- nycsubway.org—IND Queens Boulevard Line: 36th Street
- Station Reporter — R Train
- Station Reporter — M Train
- The Subway Nut — 36th Street Pictures（页面存档备份，存于）
- 36th Street entrance from Google Maps Street View（页面存档备份，存于）
- 35th Street entrance from Google Maps Street View（页面存档备份，存于）
- 34th Street entrance from Google Maps Street View（页面存档备份，存于）
- Platforms from Google Maps Street View （页面存档备份，存于）